# Heinz Kasch
Heinz Kasch (* 5. Januar 1926 in Lauban, Niederschlesien; † 19. Januar 2016 in Meckenheim) war ein deutscher Generalleutnant der Bundeswehr. Er war Kommandeur der 1. Panzerdivision und Stellvertretender Inspekteur des Heeres sowie erster Beauftragter für Reservistenangelegenheiten beim Generalinspekteur der Bundeswehr. Nach der aktiven Dienstzeit war er erster Vorsitzender des Beirats Freiwillige Reservistenarbeit beim Verband der Reservisten der Deutschen Bundeswehr.

## Leben

### Zweiter Weltkrieg und Labor Service
Kasch, Sohn eines Bankangestellten, wurde nach der Primareife zum Bankkaufmann ausgebildet.
Während des Zweiten Weltkrieges 1944 trat er im Wehrkreis VIII (Breslau) als Reserveoffizierbewerber (ROB) in die Wehrmacht ein. Im Jahre 1945 diente er im Jäger-Ersatz-Bataillon 83 in Lauban und in der 3. Kompanie des Panzergrenadier-Regiments 28 der 8. Panzer-Division. Zuletzt bekleidete er den Dienstgrad eines Fahnenjunkers. Er kam schließlich ins Lazarett und geriet in Kriegsgefangenschaft.
Von 1946 bis 1956 war er bei den US-amerikanischen Dienstgruppen in Bayern. 1950 wurde er „Captain“ einer Labor-Service Gruppe.

### Militärischer Werdegang
Beförderungen
- 1957 Leutnant
- 1958 Oberleutnant
- 1960 Hauptmann
- 1963 Major
- 1967 Oberstleutnant
- 1971 Oberst
- 1975 Brigadegeneral
- 1979 Generalmajor
- 1983 Generalleutnant

Im Jahre 1956 trat er in die Bundeswehr als Fähnrich ein. Er begann im Panzergrenadier-Lehr-Bataillon in Münster und besuchte 1956/57 die Heeresoffizierschule I in Hannover. 1957 nahm er am Zugführerlehrgang an der Infanterieschule (InfS) in Hammelburg teil und wurde Zugführer im Quartiermeister-Transportbataillon 914. 1957/58 war er Ordonnanzoffizier beim Stellvertretender Kommissarischer General des III. Korps in Koblenz. 1958 wurde er S 4 und Ordonnanzoffizier im HQ Allied Forces Central Europe (AFCENT) in Fontainebleau. 1959 war er erneut S 4 des III. Korps in Koblenz. Von 1959 bis 1961 war er Gehilfe beim Stellvertretenden Stabschef (DCOS) Logistic and Organisations im HQ Allied Forces Central Europe in Fontainebleau.
Von 1961 bis 1963 nahm er am 4. Generalstabslehrgang (H) an der Führungsakademie der Bundeswehr (FüAkBw) in Hamburg teil. Von 1963 bis 1966 war er G 4 der 5. Panzerdivision in Diez/Lahn und 1966/67 G 3 des Panzergrenadierbataillons 13 in Wetzlar. Von 1967 bis 1969 war er Kommandeur des Versorgungsbataillons 146 in Koblenz. Von 1969 bis 1971 war er Hilfsreferent des Führungsstab des Heeres (Fü H V 1) in Bonn. Von 1971 bis 1975 war er Chef der Log Plans Section im Supreme Headquarters Allied Powers Europe (SHAPE) in Mons, während dieser Zeit, von 1973 bis 1975, Senior Executive beim Deputy Chief of Staff Plans and Operations (DCPO).
Von 1975 bis 1979 war er Stabsabteilungsleiter Logistik im Führungsstab der Streitkräfte (Fü S V) in Bonn. Von 1979 bis 1983 war er Kommandeur der 1. Panzergrenadierdivision bzw. 1. Panzerdivision in Hannover und von 1983 bis 1986 Stellvertretender Inspekteur des Heeres sowie erster Beauftragter für Reservistenangelegenheiten beim Generalinspekteur der Bundeswehr in Bonn.

### Weitere Tätigkeit
Im Jahr 1986 trat er außer Dienst und leistete freiwillig Wehrübung im Bundesministerium der Verteidigung (BMVg) in Bonn.
1990 wurde er erster Vorsitzender des Beirats Freiwillige Reservistenarbeit beim Verband der Reservisten der Deutschen Bundeswehr e. V. (VdRBw). 1991 arbeitete er federführend an der „Richtlinie für die Verbandsarbeit in den neuen Bundesländern“ mit.

### Familie
Kasch, evangelisch, war verheiratet und Vater von drei Kindern.

## Auszeichnungen
1939–1945
- Eisernes Kreuz II. Klasse
- Kriegsverdienstkreuz II. Klasse
- Verwundetenabzeichen in Silber

nach 1945
- 1979: Legion of Merit (Officer)
- 1981: Bundesverdienstkreuz I. Klasse
- 1984: Ehrenkreuz der Bundeswehr in Gold
- 1985: Ordre national du Mérite (Commandeur)
- 1985: Großes Bundesverdienstkreuz
- 1986: Legion of Merit (Officer)
- 1987: Großes Bundesverdienstkreuz mit Stern